# Tapinoma erraticum
Tapinoma erraticum är en myrart som först beskrevs av Pierre André Latreille 1798.  Tapinoma erraticum ingår i släktet Tapinoma och familjen myror.

## Underarter
Arten delas in i följande underarter:
- T. e. atomum
- T. e. erraticum
- T. e. madeirense
- T. e. platyops

## Bildgalleri

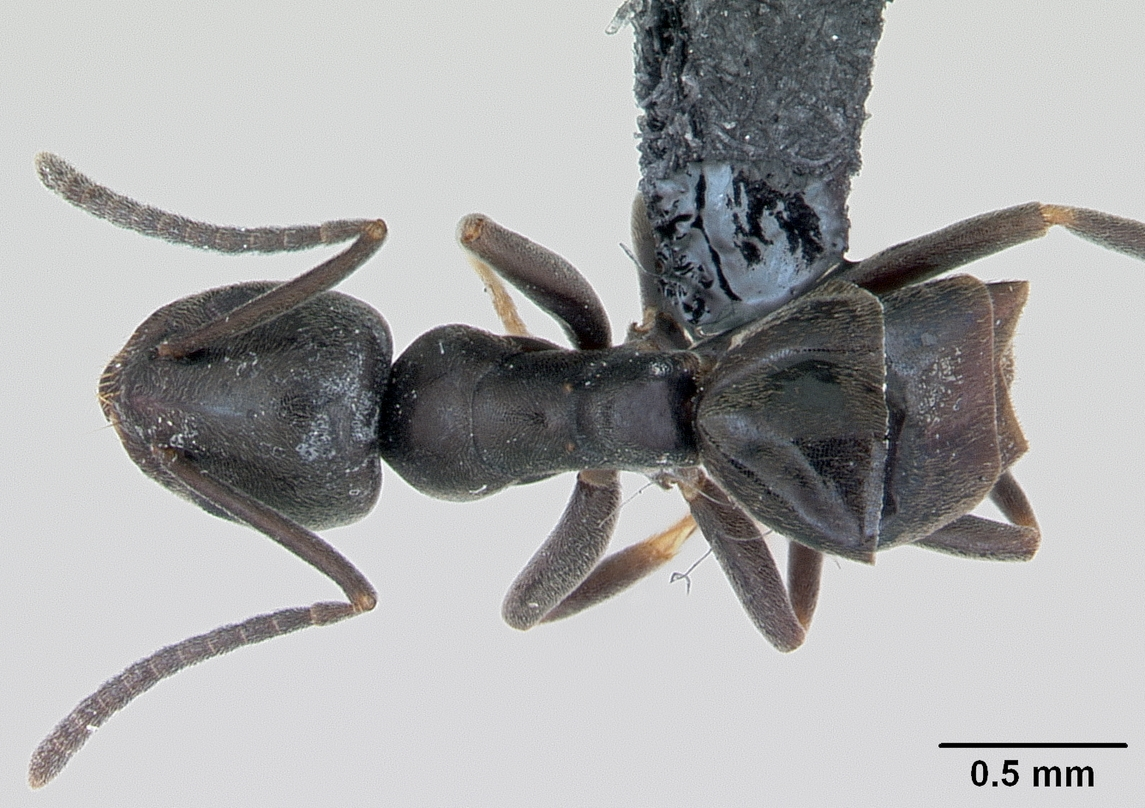
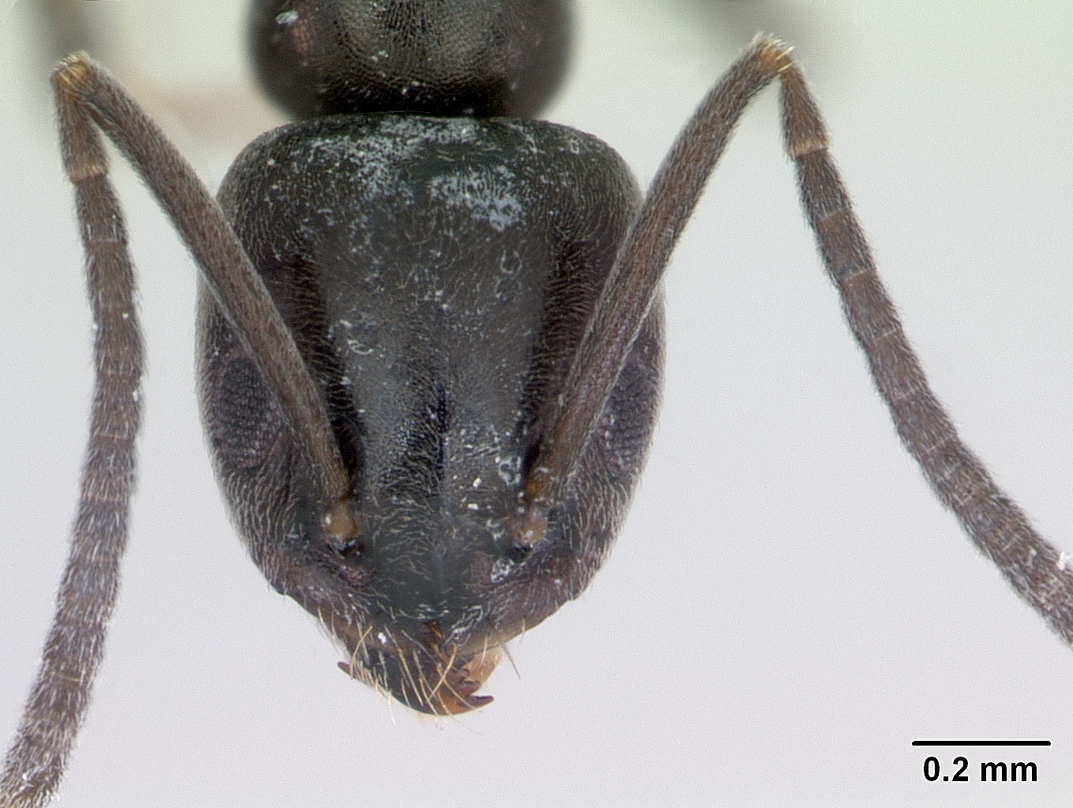
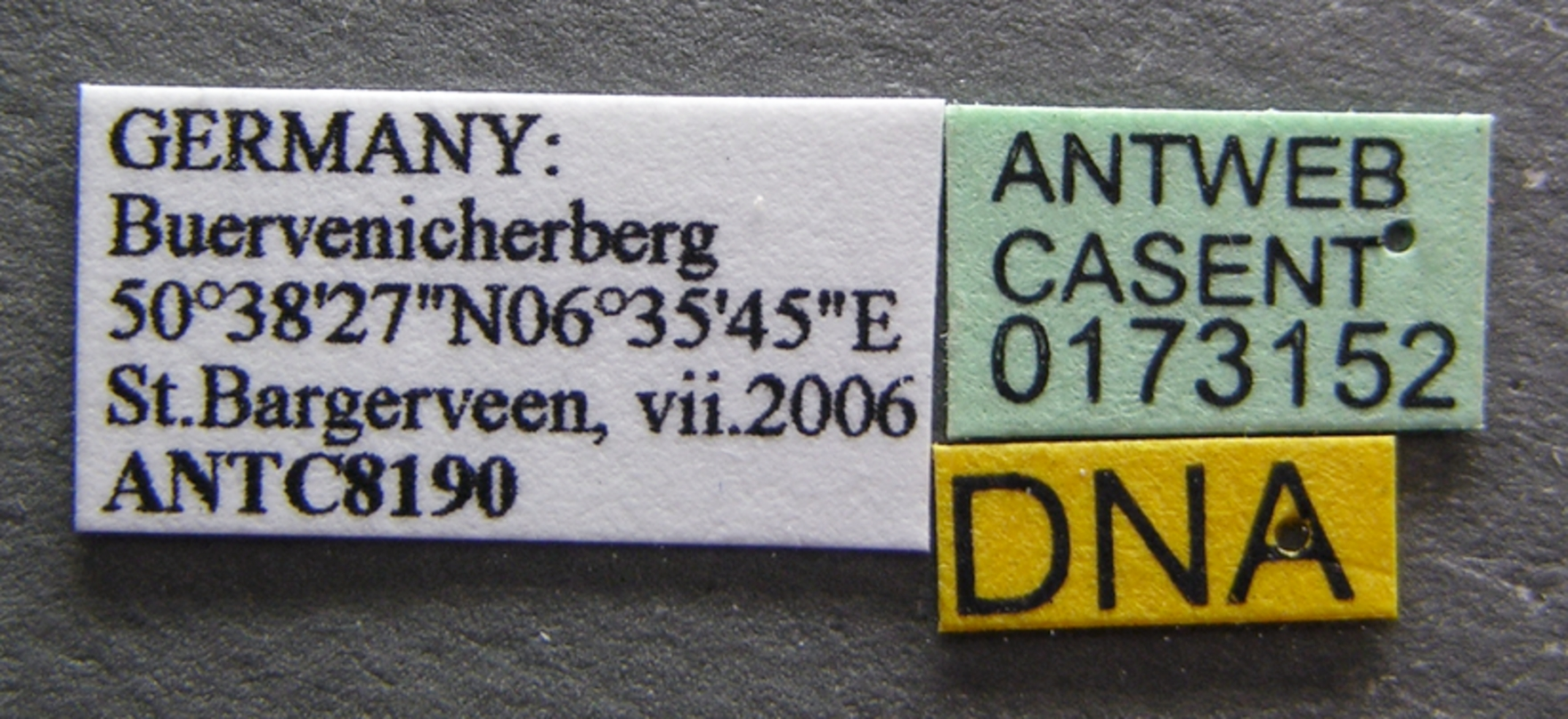
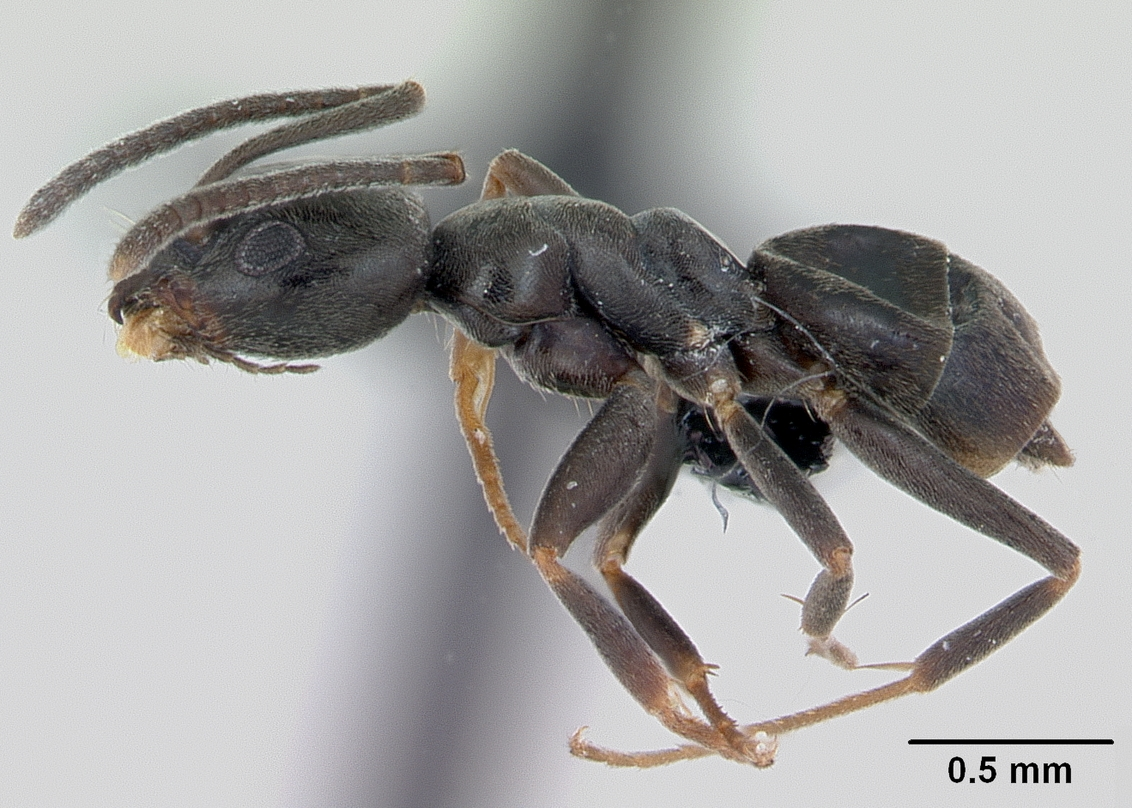
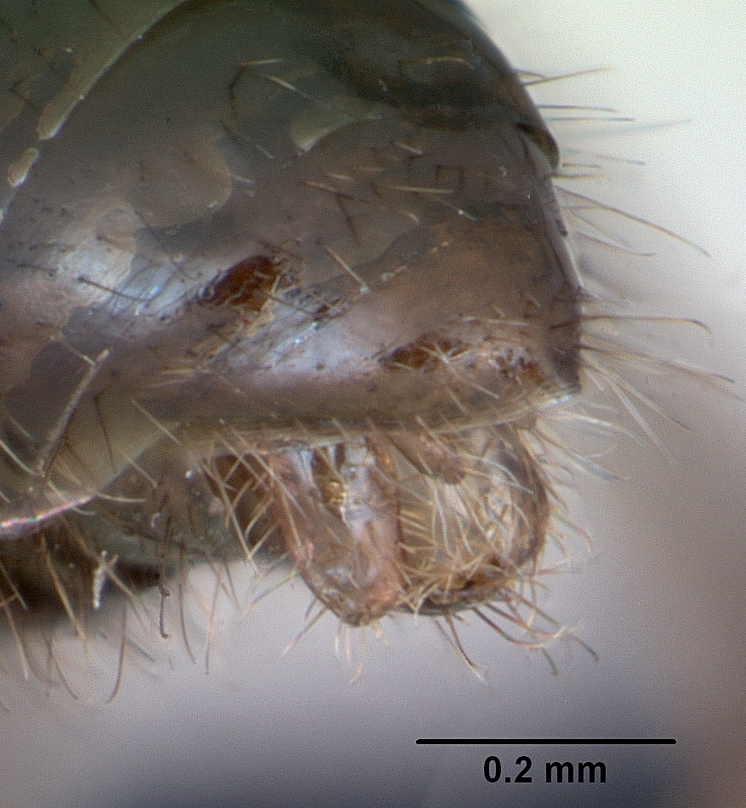
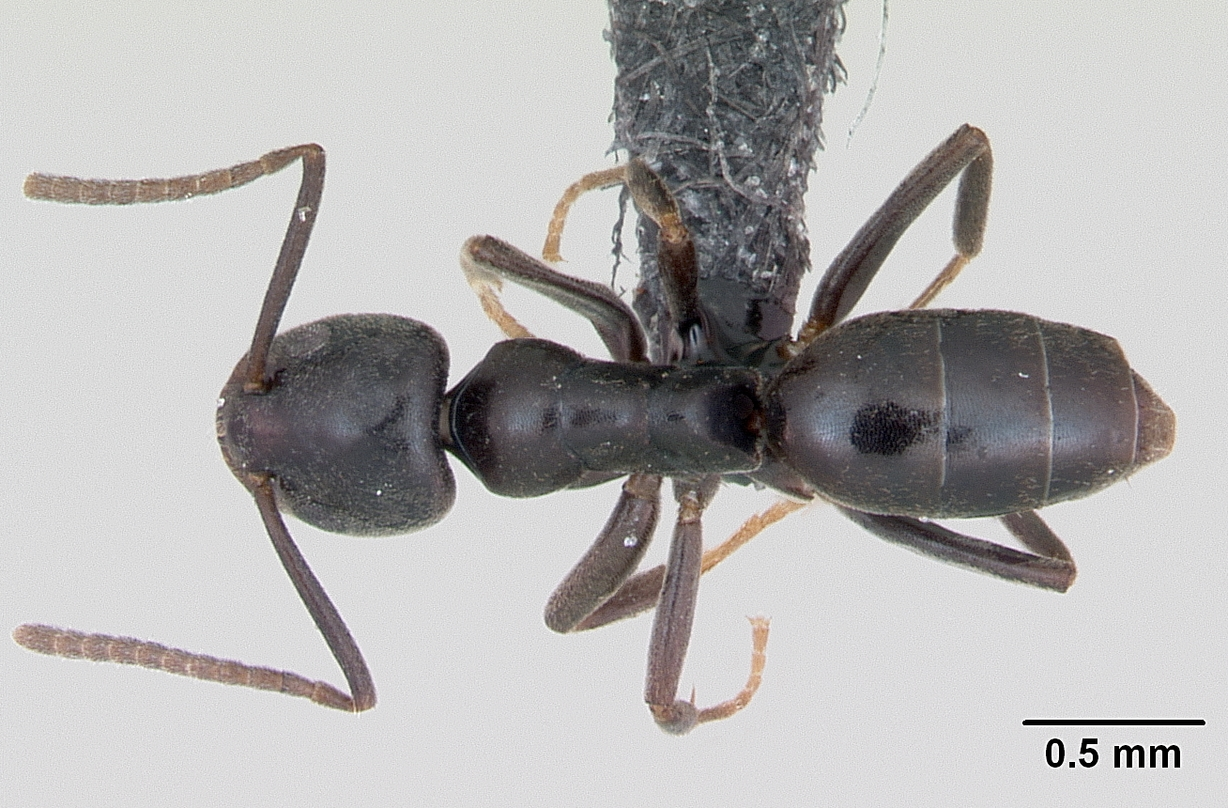